# Вила-Кова (Фафи)
Вила-Кова (порт. Vila Cova) — населённый пункт и район в Португалии, входит в округ Брага. Является составной частью муниципалитета Фафе. Находится в составе крупной городской агломерации Большое Минью. По старому административному делению входил в провинцию Минью. Входит в экономико-статистический субрегион Аве, который входит в Северный регион. Население составляет 252 человека на 2001 год. Занимает площадь 5,83 км².